# Прокудін Юрій Миколайович
Юрій Миколайович Прокудін (15 лютого 1911, Херсон — 12 вересня 1992) — радянський ботанік-агростолог, доктор біологічних наук, професор Харківського державного університету імені О. М. Горького.

## Життєпис
Народився 15 лютого 1911 р. в Херсоні в родині фельдшера.
У 1928 поступив на агробіологічний факультет Херсонського інституту соціального виховання, який закінчив у 1931 році. Ще під час навчання брав участь в експедиції Херсонської іхтіологічної станції з вивчення перспектив рибного господарства у сфері впливу майбутньої Кічкаської греблі та в студентській експедиції на територію заповідника Асканія-Нова.
Після закінчення інституту деякий час працював учителем біології та завучем середньої школи в селі Плетений Ташлик Маловисківського району Кіровоградської області.
З 1933 р. навчався в аспірантурі Науково-дослідного інституту ботаніки Харківського державного університету у секторі систематики квіткових рослин, яким керував Михайло Клоков.
З 1937 р. після захисту кандидатської дисертації (тема — «Пирії України») почав працювати в Харківському державному університеті спершу науковим співробітником університетського ботанічного саду, пізніше в секторі квіткових рослин університетського інституту ботаніки.
Війна застала його в експедиції на Кавказі. Після повернення до Харкова записався в ополчення, брав участь у будівництві оборонних споруд у Харківській області. Евакуювався з міста разом з іншими співробітниками Харківського університету, 30 вересня 1941 р., коли на вулицях вже точилися бої. У 1941–1944 рр. перебував в евакуації у місті Кзил-Орда (Казахська РСР), де було організовано Об'єднаний Український університет.
У травні 1944 р. повернувся до Харкова і очолив кафедру вищих рослин університету. У 1952 р. — захистив докторську дисертацію за темою «Дикорослі злаки Криму». З 1971 до 1986 рр. — завідувач кафедри ботаніки Харківського державного університету.
Помер 12 вересня 1992 року.

## Наукова та природоохоронна діяльність
Прокудін Ю. М. — автор близько 200 наукових праць більшість яких присвячено злакам Східної Європи — в тому числі «Визначник рослин Криму» (1972) і «Визначник вищих рослин України» (1987). Опублікував монографію «Злаки України» (1977), описав 19 нових для науки видів з роду злакових.
Він організував широкомасштабні наукові дослідження з вивчення флори басейну Сіверського Дінця та обґрунтував необхідність створення природного парку в середній течії річки. Під його редакцією вийшла у світ книга «Сіверсько-Донецький природний комплекс».
Протягом ряду років Ю. М. Прокудин очолював Харківське відділення Українського ботанічного товариства, вчену раду ботанічного саду Харківського державного університету, брав участь в проектуванні і створенні експозицій на новій території університетського саду, редагував друковані роботи співробітників, керував виконанням і захистом десяти кандидатських дисертацій.

## Нагороди
Юрій Миколайович Прокудін нагороджений Почесною грамотою Президії Верховної Ради Казахської РСР «За самовіддану працю в роки Великої Вітчизняної війни 1941–1945 рр.», 5 медалями за трудову діяльність та численними грамотами.

## Родина
Дружина — радянський ботанік-альголог, доктор біологічних наук, професор Харківського державного університету імені О. М. Горького, Олександра Михайлівна Матвієнко (1910–1996).